# Tlacolula de Matamoros
Tlacolula de Matamoros är en kommunhuvudort i Mexiko.   Den ligger i kommunen Tlacolula de Matamoros och delstaten Oaxaca, i den sydöstra delen av landet, 400 km sydost om huvudstaden Mexico City. Tlacolula de Matamoros ligger 1 625 meter över havet och antalet invånare är 11 689.
Terrängen runt Tlacolula de Matamoros är kuperad österut, men västerut är den platt. Runt Tlacolula de Matamoros är det ganska tätbefolkat, med 56 invånare per kvadratkilometer. Tlacolula de Matamoros är det största samhället i trakten. Trakten runt Tlacolula de Matamoros består i huvudsak av gräsmarker.